# واحد اثنان ثلاثة (فلم هندي)
واحد إثنان ثلاثة (بالإنجليزية: One Two Three) هو فيلم كوميدي هندي باللغة الهندية عام 2008، ويدور حول ثلاثة رجال يحملون ألقابًا متشابهة ويقيمون في نفس الفندق. الفيلم من بطولة سونيل شيتي، باريش راوال، توشار كابور، إيشا ديول، سميرة ريدي، نيتو شاندرا، أوبين باتيل وتانيشا. تدور أحداث الفيلم حول ثلاثة رجال يتشاركون نفس الاسم - لاكشمي نارايان. إنه إعادة إنتاج غير مذكورة للفيلم الأمريكي ألقي اللوم على عامل الفندق لعام 1992 والذي يدور حول ثلاثة رجال يحملون ألقابًا متشابهة ويقيمون في نفس الفندق.

## القصة
يعيش لاكشمي الأول حياة رجل فقير في تكساس مع والدته الأرملة كانثا، والتي تحصل على رجل عاطل وتريد منه أن يكسب الناس المال ثم يتزوج ابنة تشوتا خولي، مينا خولي. لوالده، وافق على العقد لقتل دي ميلو ياداف، وهو رجل عقيم في بوندي قام بسرقة ماسة.
لاكشمي الثاني، هي السكرتيرة التفصيلية والمطيعة لدي إم بيبات. يريد منه شراء سيارة قديمة من تاجر السيارات المستعملة في بوندي، ليلى.
لاكشمي الثالث يبيع الملابس الداخلية ويدير شركة "ملابس بلبول الداخلية" مع ابنه سونو؛ ويسافر إلى بوندي للقاء مورده الجديد جيا.
يقوم الثلاثي بحجز غرف فندقية بجوار بعضها البعض في فندق بلو دايموند. تنقلب حياتهم رأسًا على عقب بشكل مضحك عندما تتسبب أسماؤهم في وصولهم جميعًا إلى الأماكن الخطأ. كما أنهم يختبئون من المفتشة ماياواتي تشوتالا، التي لديها أيضًا إعجاب بلاكشمي الثاني.

## الممثلون
- سونيل شيتي في دور لاكشمي نارايان 2
- توشار كابور في دور لاكشمي نارايان 1
- باريش راوال في دور لاكشمي نارايان 3
- إيشا ديول في دور جيا، حبيبة لاكشمي نارايان 1.
- سميرة ريدي في دور ليلى، تاجرة السيارات.
- نيتو شاندرا في دور المفتش ماياواتي تشوتالا
- مورالي شارما في دور مورلي مانوهار موندي
- أوبن باتيل في دور شاندو
- تانيشا في دور شاندني
- موكيش تيواري في دور ياداف "بابا" من دي ميلو.
- سانجاي ميشرا في دور بينتو، أحمق ياداف 1.
- فراجيش هيرجي في دور ألبرت، أحمق ياداف 2.
- أوشا نادكارني في دور كانتا نارايان، والدة لاكشمي نارايان 1.
- مانوج باهوا في دور باتليا بهاي
- أرجون بونج بدور سونو نارايان، ابن لاكشمي نارايان 3.
- أشوين مشران بدور دي إم بيبات، رئيس لاكشمي نارايان 2.
- روهيتاش جود بدور وكيل الاسترداد، (حجاب)
- جيتو شيفيري في دور تشوتا خوجل

## الموسيقى التصويرية
| مسار | عنوان                             | المغني(ون)                                                                      |
| ---- | --------------------------------- | ------------------------------------------------------------------------------- |
| 1    | "واحد إثنان ثلاثة"                | كونال غانجاوالا، راغاف ساشار، إيرل إدغار ديسوزا، ماهالاكسمي آير                 |
| 2    | "روك ماهي"                        | راجاف ساشار، سونيدهي تشوهان                                                     |
| 3    | "جوب تشوب"                        | راغاف ساشار، ماهالاكشمي آير                                                     |
| 4    | "واحد إثنان ثلاثة" (دمج)          | كونال جانجاوالا، كابتان لادي، كشيتيج تاري، كايلاش خير، راجاف ساشار، أديتيا دهار |
| 5    | "أريد رجلاً"                       | سونيدهي تشوهان                                                                  |
| 6    | "جوب تشوب" (ريمكس)                | راغاف ساشار، ماهالاكشمي آير                                                     |
| 7    | "واحد إثنان ثلاثة" (مزيج النادي)  | كونال غانجاوالا، راغاف ساشار، إيرل إدغار ديسوزا، ماهالاكسمي آير                 |
| 8    | "لاكشامي نارايان"                 | نيناد كامات                                                                     |
| 9    | "واحد إثنان ثلاثة" (قصيدة غنائية) | راجاف ساشار                                                                     |

## روابط خارجية
- مقالات تستعمل روابط فنية بلا صلة مع ويكي بيانات